# Simon (roman)
Pour les articles homonymes, voir Simon.
Simon est un roman publié par l'écrivaine française George Sand en 1836. Il s'agit d'un roman politique et sentimental qui se déroule en France sous la Restauration, dans la province de la Marche.

## Résumé
L'intrigue se déroule en 1825 dans la province de la Marche. Le comte de Fougères, qui avait émigré en Italie au moment de la Révolution et n'était pas rentré tout de suite au moment de la Restauration, revient reprendre possession de son titre et de ses pouvoirs et restaurer son château qui tombe en ruines. La population locale le laisse faire, car les propriétaires du château, les frères Mathieu, se sont adonnés à la spéculation et à l'accaparement des grains en temps de disette et se sont fait détester de tous. Seule Mme Féline, assistée de son fils Simon, qui est avocat, tente d'élever une résistance, car elle a conservé ses convictions républicaines. Pour Simon, les choses changent lorsqu'il rencontre la fille du seigneur de Fougères, Fiamma.

## Accueil critique
Considéré comme une lecture pernicieuse par l'Église catholique vers 1840-1842, Simon est mis à l'Index.

## Postérité
Simon paraît à Paris, chez F. Bonnaire, en 1836. Il est ensuite réédité régulièrement au cours du XIXe siècle. En 1852-1856 paraît une réédition illustré des œuvres de Sand chez Hetzel : Simon y est réédité et illustré par Maurice Sand dans le volume VI qui paraît en 1854. 
Dans le dernier quart du XIXe siècle, le roman cesse d'être réédité jusqu'en 1976, où il est réédité aux éditions d'Aujourd'hui, regroupé avec plusieurs autres romans (La Marquise, Monsieur Rousset, Mouny-Robin, Les Sauvages de Paris), avec une présentation de Georges Lubin. La première édition critique du roman paraît en 1991 à Grenoble, aux éditions de l'Aurore : le texte y est présenté, établi et annoté par Michèle Hecquet, dans le cadre d'une réédition des œuvres de Sand dirigée par Jean Courrier. Une nouvelle édition critique, par Catherine Mariette-Clot, paraît à Paris chez Honoré Champion en 2010.

### Éditions critiques
- George Sand, Les œuvres de George Sand. Simon, texte présenté, établi et annoté par Michel Hecquet (œuvres de Sand dirigées par Jean Courrier), Grenoble, éditions de l'Aurore, 1991.  (ISBN 2-903950-49-0)
- George Sand, Œuvres complètes. 1836-1837. Simon, édition critique par Catherine Mariette-Clot, Lettres d'un voyageur, édition critique par Suzel Esquier (œuvres complètes sous la direction de Béatrice Didier), Paris, Honoré Champion, collection « Textes de littérature moderne et contemporaine » n°115, 2010.  (ISBN 9782745345370)

### Études savantes
- Philippe Boutry, « Papauté et culture au XIXe siècle. Magistère, orthodoxie, tradition », Revue d'histoire du XIXe siècle, n°28, 2004, mis en ligne le 19 juin 2005. DOI 10.4000/rh19.615 [lire en ligne]